# Gårtjärnet (Svanskogs socken, Värmland, 656712-130937)
Gårtjärnet är en sjö i Säffle kommun i Värmland och ingår i Göta älvs huvudavrinningsområde.